# Karma
 Ovo je glavno značenje pojma Karma. Za druga značenja pogledajte Karma (razdvojba).
Karma (sanskrt: कर्म – radnja, djelo ili čin) se odnosi na načelo uzročnosti gdje su namjera i djelovanje pojedinca utjecaj na budućnost tog pojedinca. Dobra namjera i dobro djelo će stvoriti dobru karmu i sretnu budućnost, dok će loše namjere i djela pokrenuti lošu karmu i buduću patnju. Karma je usko povezana s idejom ponovnog rođenja u nekim azijskim religijama. U tim religijama karma u sadašnjosti utječe na nečiju samsaru - ili budućnost, kao što su karakter i kvaliteta budućeg života.
S korijenima u drevnoj Indiji, karma je ključni pojam u hinduizmu, budizmu, sikizmu, taoizmu, šintoizmu i ostalim sličnim religijama i učenjima. Simbol karme u cijeloj aziji je beskrajni čvor. Beskrajni čvorovi simboliziraju uzrok i posljedicu, karmičke cikluse koji se nastavljaju vječno.

## Zakon karme
Bit zakona karme je da svako biće snosi posljedice vlastitih djela.

## Karma u budizmu
U budističkom učenju o karmi se naročito ističe etičko načelo, u skladu s ciljem kraja patnje. 